# Воєнний стан в Південній Кореї (2024)
Воєнний стан в Південній Кореї був оголошений 3 грудня 2024 року президентом Юн Сок Йолем під час вечірнього звернення, яке транслювалося в прямому ефірі на телеканалі YTN. У ньому він звинуватив головну опозиційну Демократичну партію країни в симпатіях до Північної Кореї та проведенні «антидержавної діяльності». О 1:01 4 грудня 2024, за корейським стандартним часом, парламент Південної Кореї проголосував за скасування воєнного стану.

## Перебіг подій
Юн Сок Йоль у прямому етері звинуватив головну опозиційну Демократичну партію країни в симпатіях до КНДР та проведенні «антидержавної діяльності». Вночі 4 грудня 2024 парламент Південної Кореї скасував воєнний стан.

## Наслідки
12 грудня поліція повторно спробувала провести обшуки в адміністрації президента Юн Сок Йоля.
14 грудня президенту оголосили імпічмент, президентські повноваження взяв прем'єр-міністр Хан Дак Су. Він наказав військовим посилити обороноздатність і попросив міністра МЗС поінформувати інші країни, що зовнішня політика Кореї лишається незмінною, а міністра фінансів - працювати над мінімізацією економічних наслідків від політичних потрясінь.
15 грудня було затримано чинного і колишнього керівників військової розвідки Кореї, які могли бути причетними до запровадження воєнного стану. Правоохоронці підозрюють, що чинний очільник військової розвідки Мун Сан Хо знав заздалегідь про план президента Йоля оголосити воєнний стан. За дві хвилини після оголошення війська під його командуванням прибули до офісу Національної виборчої комісії.
18 грудня президент проігнорував повістку на допит в рамках розслідування корупції серед високопосадовців.
31 грудня суд схвалив ордер на арешт президента Юна Сок Йоля.
3 січня 2025 року президентська охорона і військові завадили слідчим заарештувати відстороненого президента Юн Сок Йоля під час шестигодинного протистояння в резиденції у центрі Сеула.